# Teotihuacan (gemeente)
Teotihuacan is een gemeente in de Mexicaanse deelstaat Mexico. De hoofdplaats van San Juan Teotihuacan is Teotihuacán de Arista. De gemeente San Juan Teotihuacan heeft een oppervlakte van 82,7 km².
De gemeente heeft 44.556 inwoners (2000). 2.454 daarvan spreken een indiaanse taal.
Acambay · Acolman · Aculco · Almoloya de Alquisiras · Almoloya de Juárez · Almoloya del Río · Amanalco · Amatepec · Amecameca · Apaxco · Atenco · Atizapán · Atizapán de Zaragoza · Atlacomulco · Atlautla · Axapusco · Ayapango · Calimaya · Capulhuac · Chalco · Chapa de Mota · Chapultepec · Chiautla · Chicoloapan · Chiconcuac · Chimalhuacán · Coacalco de Berriozábal · Coatepec Harinas · Cocotitlán · Coyotepec · Cuautitlán · Cuautitlán Izcalli · Donato Guerra · Ecatepec de Morelos · Ecatzingo · El Oro · Huehuetoca · Hueypoxtla · Huixquilucan · Isidro Fabela · Ixtapaluca · Ixtapan de la Sal · Ixtapan del Oro · Ixtlahuaca · Jaltenco · Jilotepec · Jilotzingo · Jiquipilco · Jocotitlán · Joquicingo · Juchitepec · La Paz · Lerma · Luvianos · Malinalco · Melchor Ocampo · Metepec · Mexicaltzingo · Morelos · Naucalpan · Nextlalpan · Nezahualcóyotl · Nicolás Romero · Nopaltepec · Ocoyoacac · Ocuilán · Otumba · Otzoloapan · Otzolotepec · Ozumba · Papalotla · Polotitlán · Rayón · San Antonio la Isla · San Felipe del Progreso · San José del Rincón · San Martín de las Pirámides · San Mateo Atenco · San Simón de Guerrero · Santo Tomás · Soyaniquilpan de Juárez · Sultepec · Tecamac · Tejupilco · Temamatla · Temascalapa · Temascalcingo · Temascaltepec · Temoaya · Tenancingo · Tenango del Aire · Tenango del Valle · Teoloyucan · Teotihuacan · Tepetlaoxtoc · Tepetlixpa · Tepotzotlán · Tequixquiac · Texcaltitlán · Texcalyacac · Texcoco · Tezoyuca · Tianguistenco · Timilpan · Tlalmanalco · Tlalnepantla de Baz · Tlatlaya · Toluca · Tonanitla · Tonatico · Tultepec · Tultitlán · Valle de Bravo · Valle de Chalco Solidaridad · Villa de Allende · Villa del Carbón · Villa Guerrero · Villa Victoria · Xalatlaco · Xonacatlán · Zacazonapan · Zacualpan · Zinacantepec · Zumpahuacán · Zumpango
- Library of Congress Control Number: n82221015
- Nationale Bibliotheek van Israël: 987007555249005171
- Virtual International Authority File: 140422932